# Decidua
Decidua (lat. decidere = otpasti) je naziv za trudnički oblik sluznice maternice (endometrija). Nastaje nakon oplodnje kada se vezivne stanice strome počnu množiti i to na prednjoj i stražnjoj stijenci trupa maternice.
Kada se oplođeno jajašce smjesti, mogu se razlikovati ovi dijelovi:
1. decidua basalis - mjesto gdje se stvara posteljica
2. decidua capsularis - dio koji prekriva oplođeno jajašce
3. decidua parietalis - čitava decidua koja zahvaća šupljinu maternice.

Oboljenja decidue mogu biti raznolika, primjerice upala je često uzrok prekida trudnoće. Hydrorhoe gravidarum je izljevanje bistre tekućine iz maternice kao uzrok hiperplazije žlijezda decidue.